# Večernja zvona
Večernja zvona (en croat, "campanes nocturnes") és una pel·lícula iugoslava del 1986 dirigida per Lordan Zafranović, protagonitzada per Rade Šerbedžija i Neda Arnerić. Es basa en Vrata od utrobe, una novel·la del 1978 de Mirko Kovač.

## Sinopsi
L'acció de la història transcorre a Zagreb i en un petit poble d'Hercegovina. En el seu centre hi ha Tomislav K., per a qui aquests són els anys més importants de la seva vida. Entre 1928 i 1948 es van produir grans canvis socials, van aparèixer el nazisme i el comunisme i va esclatar la Segona Guerra Mundial. Al final d'aquest període, el país trenca amb el Bloc de l'Est. Cadascun d'aquests esdeveniments té conseqüències per a la vida privada de Tomislav K.

## Repartiment
- Rade Šerbedžija - Tomislav
- Petar Božović - Stjepan
- Neda Arnerić - Meira
- Miodrag Krivokapić - Dimitrije
- Ljiljana Blagojević - Rosa
- Mustafa Nadarević - Matko
- Irfan Mensur - Milutin
- Ivo Gregurević - Djurica
- Žarko Potočnjak - Kruno
- Zdenka Anušić - Nura
- Stevo Žigon - Paolo Menze
- Hermina Pipinić - matka Meiry
- Vida Jerman - ciotka Meiry
- Mia Oremović - ciotka Meiry
- Uroš Tatomir - Slavko Kvaternik
- Zvonko Lepetić - ustasz
- Nada Subotić - zakonnica
- Jadranka Matković - przeorysza
- Slavko Juraga - pijany Niemiec